# Episodi di Supernatural (prima stagione)

Logo della prima stagione

La prima stagione della serie televisiva Supernatural è stata trasmessa in prima visione negli Stati Uniti da The WB dal 13 settembre 2005 al 4 maggio 2006.
In Italia la stagione è stata trasmessa da Rai 2 dal 13 febbraio al 3 luglio 2007.
Gli antagonisti principali della stagione sono il principe infernale Azazel (il demone con gli occhi gialli) e Meg.
| nº | Titolo originale  | Titolo italiano             | Prima TV USA      | Prima TV Italia  |
| -- | ----------------- | --------------------------- | ----------------- | ---------------- |
| 1  | Pilot             | La caccia ha inizio (Pilot) | 13 settembre 2005 | 13 febbraio 2007 |
| 2  | Wendigo           | Wendigo                     | 20 settembre 2005 | 20 febbraio 2007 |
| 3  | Dead in the Water | Morte nell'acqua            | 27 settembre 2005 | 26 febbraio 2007 |
| 4  | Phantom Traveler  | Il fantasma dell'aria       | 4 ottobre 2005    | 6 marzo 2007     |
| 5  | Bloody Mary       | Terrore allo specchio       | 11 ottobre 2005   | 13 marzo 2007    |
| 6  | Skin              | Questione di pelle          | 18 ottobre 2005   | 20 marzo 2007    |
| 7  | Hook Man          | L'uomo uncino               | 25 ottobre 2005   | 25 marzo 2007    |
| 8  | Bugs              | Insetti                     | 8 novembre 2005   | 27 marzo 2007    |
| 9  | Home              | Ritorno a casa              | 15 novembre 2005  | 3 aprile 2007    |
| 10 | Asylum            | La rivolta                  | 22 novembre 2005  | 10 aprile 2007   |
| 11 | Scarecrow         | Lo spaventapasseri          | 10 gennaio 2006   | 17 aprile 2007   |
| 12 | Faith             | Il guaritore                | 17 gennaio 2006   | 24 aprile 2007   |
| 13 | Route 666         | Route 666                   | 31 gennaio 2006   | 1º maggio 2007   |
| 14 | Nightmare         | Incubi                      | 7 febbraio 2006   | 8 maggio 2007    |
| 15 | The Benders       | La famiglia Bender          | 14 febbraio 2006  | 15 maggio 2007   |
| 16 | Shadow            | Ombre                       | 28 febbraio 2006  | 22 maggio 2007   |
| 17 | Hell House        | La casa infernale           | 30 marzo 2006     | 29 maggio 2007   |
| 18 | Something Wicked  | Qualcosa di stregato        | 6 aprile 2006     | 5 giugno 2007    |
| 19 | Provenance        | Il quadro maledetto         | 13 aprile 2006    | 12 giugno 2007   |
| 20 | Dead Man's Blood  | Una pistola dal passato     | 20 aprile 2006    | 19 giugno 2007   |
| 21 | Salvation (1)     | Una città da salvare        | 27 aprile 2006    | 26 giugno 2007   |
| 22 | Devil's Trap (2)  | La trappola del diavolo     | 4 maggio 2006     | 3 luglio 2007    |

## La caccia ha inizio
- Titolo originale: Pilot
- Diretto da: David Nutter
- Scritto da: Eric Kripke

### Trama
2 novembre 1983 - John e Mary Winchester vivono una vita tranquilla a Lawrence, Kansas, con i figli Dean, di quattro anni, e Sam, di sei mesi. Ad un tratto in casa le luci iniziano a tremolare e Mary, preoccupata, va a controllare la culla del piccolo Sam, davanti alla quale vede un uomo, in piedi, che crede essere suo marito. Quando Mary si reca nel salotto al piano di sotto, vede però che John è addormentato davanti al televisore, dunque in preda al terrore si precipita nella stanza del figlio. John si sveglia sentendo la moglie urlare, ma quando giunge nella cameretta di Sam è troppo tardi: Mary è morta, attaccata sul soffitto con la pancia squarciata, e l'uomo misterioso è scomparso dopo aver appiccato un incendio. John, nel vano tentativo di salvare la moglie, ordina a Dean di prendere Sam e scappare dalla casa in fiamme.
Nel presente sono passati 22 anni dalla morte di Mary. Sam Winchester studia all'Università di Stanford a Palo Alto, in California, e in occasione di Halloween si prepara a festeggiare con la fidanzata Jessica. Durante la notte, Dean si intrufola in casa di Sam per chiedergli aiuto: il padre è andato a una "battuta di caccia" e non dà più notizie di sé da tre giorni. Sam decide, riluttante, di seguire il fratello, promettendo a Jessica di tornare in tempo per un colloquio presso la facoltà di legge. Il padre John è un cacciatore del soprannaturale, così come lo è Dean, e come lo era Sam prima di allontanarsi dalla famiglia per frequentare l'università: si occupa di fantasmi, maledizioni e altre creature mostruose che la gente comune crede siano solo protagoniste di miti e leggende metropolitane. A bordo della Chevrolet Impala '67, Sam e Dean si recano a Jericho, in California, dove il padre è scomparso mentre stava indagando su un misterioso fantasma conosciuto come la "Donna in bianco". Inoltre risalgono alla stanza del motel dove il padre alloggiava e trovano degli indizi utili al caso. Durante le indagini i due fratelli si fingono agenti federali, ma lo sceriffo del luogo scopre le loro false identità così Dean viene arrestato e interrogato, mentre Sam riesce a scappare. Alla centrale, lo sceriffo accusa il ragazzo di essere un sospettato a seguito del ritrovamento di varie ricerche fatte sulle persone scomparse e di oggetti mistici presenti nella camera del motel. Tra gli effetti personali sequestrati c'è anche il diario del padre contenente un messaggio in codice per Dean: lo sceriffo gli chiede cosa significano quei numeri, ma lui finge di non sapere nulla. Fuggito dalla custodia della polizia, Dean prende con sé il diario del padre e si riunisce al fratello, che intanto ha scoperto che la donna in questione era morta suicida, dopo aver ucciso i figli, in un momentaneo stato di squilibrio mentale quando ha scoperto che il marito la tradiva. Il fantasma cerca ora le sue vittime, facendo l'auto-stop lungo una strada e scegliendo uomini infedeli. Sam sta per essere aggredito dal fantasma, ma grazie all'arrivo di Dean riesce a salvarsi e a eliminarlo, sfondando il muro della casa con l'auto e riportando a casa la "Donna in bianco", come ella chiedeva. Mentre sono in viaggio sull'Impala, Dean rivela a Sam che i numeri nel messaggio lasciato dal padre sono coordinate e propone di raggiungere subito il posto, ma il fratello preferisce tornare a Stanford e ribadisce che non ha più intenzione di cacciare. Tornato a Palo Alto, Sam trova Jessica assassinata, nello stesso giorno e nello stesso modo in cui era morta sua madre Mary, attaccata al soffitto tra le fiamme. Così decide di lasciare temporaneamente l'università e mettersi in viaggio con il fratello per ritrovare il padre e uccidere il demone per vendicare la fidanzata e la madre.
- Supernatural Legend: Donna in bianco, Fantasmi
- Guest star: Samantha Smith (Mary Winchester), Jeffrey Dean Morgan (John Winchester), Adrianne Palicki (Jessica Moore), Steve Railsback (Joseph Welch), Sarah Shahi (Donna in Bianco).
- Altri interpreti: R.D. Call (Sceriffo), Ross Kohn (Troy Squire).
- Musiche: Gasoline (Seether), What Cha Gonna Do (Classic), Speaking in Tongues (Eagles of Death Metal), Ramblin' Man (Allman Brothers Band), Back in Black (AC/DC), Highway to Hell (AC/DC), She Cheated On A Cheater (Keith Rosier), A Gift to the World (The Loveless).

## Wendigo
- Titolo originale: Wendigo
- Diretto da: David Nutter
- Scritto da: Eric Kripke (sceneggiatura); Ron Milbauer e Terri Hughes Burton (soggetto)

### Trama
Seguendo le coordinate contenute nel diario del padre, i fratelli Winchester giungono nella foresta di Blackwater Ridge, in Colorado. Arrivati sul luogo, Sam e Dean scoprono che un ragazzo, Tommy Collins, è scomparso durante un campeggio e che la sorella, Haley, è alla ricerca del fratello che da 3 giorni non dà più notizie di sé. Dall'ultimo video inviato da Tommy, i due fratelli sospettano subito che il ragazzo possa essere stato catturato da un Wendigo, un essere che per sopravvivere si ciba di carne umana, ma inizialmente tengono nascosto il loro brutto presentimento. Mediante il diario del padre, dove sono annotate informazioni utili sulle creature soprannaturali, Sam e Dean scoprono che l'unico modo per uccidere il Wendigo è dargli fuoco. Fingendosi ranger, Sam e Dean aiutano Haley, Ben e Roy (un cacciatore di animali) a trovare Tommy, ma la caccia si rivela molto difficile, soprattutto quando il Wendigo uccide Roy e cattura Dean e Haley. Tutto è nelle mani di Sam, che, con l'aiuto di Ben, riesce a individuare la tana del Wendigo. Liberati Dean e Haley, i ragazzi ritrovano Tommy che sorprendentemente è ancora in vita e poi cercano di fuggire, ma si accorgono che il Wendigo sta rientrando nella tana, così Dean decide di creare un diversivo per mettere in fuga gli altri. La creatura riesce a raggiungere Sam, Haley, Tommy e Ben, ma grazie all'intervento di Dean, che uccide il Wendigo dandogli fuoco, si salvano tutti e, prima di salutarsi, Haley e Ben ringraziano i Winchester. Intanto Sam comincia a covare tanta rabbia per quanto accaduto e non capisce perché il padre non si fa trovare, ma Dean realizza che il ritrovamento del diario non è casuale: infatti John vuole che i figli riprendano a cacciare per i casi che lui ha lasciato in sospeso. Nonostante l'obiettivo di Sam sia quello di trovare il padre, Dean gli ricorda che il loro lavoro è cacciare i mostri e salvare le persone, ma il fratello non sembra condividere questa prospettiva di vita. Dopodiché Sam e Dean salgono sull'Impala per raggiungere la loro prossima meta.
- Supernatural Legend: Wendigo
- Guest star: Callum Keith Rennie (Roy), Gina Holden (Haley Collins), Alden Ehrenreich (Ben Collins).
- Altri interpreti: Cory Monteith (Gary), Graham Wardle (Tommy Collins).
- Musiche: Hot Blooded (Foreigner), Down South Jukin (Lynyrd Skynyrd), Fly by night (Rush).

## Morte nell'acqua
- Titolo originale: Dead in the Water
- Diretto da: Kim Manners
- Scritto da: Sera Gamble e Raelle Tucker

### Trama
Nel lago Manitoc, in Wisconsin, si stanno verificando delle sparizioni misteriose che destano l'attenzione di Sam e Dean. Giunti sul luogo iniziano a indagare su alcuni strani decessi avvenuti per annegamento che sembrano ripetersi dopo 35 anni. Le loro ricerche li portano a cercare informazioni da Bill Carlton, padre dell'ultima vittima, Sophie Carlton. A quanto pare c'è una strana forza che trascina le vittime sul fondo del lago e non ne fa ritrovare i corpi. Sam e Dean fanno la conoscenza dello sceriffo Devins, di sua figlia Andrea e di suo nipote Lucas, il quale, dopo la morte del padre, non si è ripreso dallo shock e comunica solo mediante disegni. Il bambino prende in simpatia Dean e proprio grazie ai suoi disegni riesce ad aiutare i fratelli Winchester a scoprire che cosa si cela dietro le scomparse. Le ricerche portano a galla dei segreti riguardanti l'infanzia dello sceriffo: 35 anni prima Devins e Carlton avevano ucciso un loro amico, Peter, il cui spirito vendicativo sta uccidendo i loro figli. Mentre lo sceriffo confessa ai Winchester di aver annegato accidentalmente l'amico, Lucas si avvicina al lago e viene trascinato dal fantasma. Lo sceriffo si tuffa in acqua e si offre in sacrificio al fantasma per porre fine alla vendetta, mentre Dean riesce a salvare il bambino che alla fine tornerà a parlare. Sam comincia a sospettare che il padre non voglia essere trovato, ma Dean gli assicura che prima o poi lo troveranno e che nel frattempo devono continuare la caccia al soprannaturale perché il maggiore dei Winchester ritiene che sia la cosa giusta da fare.
- Supernatural Legend: Spiriti vendicativi
- Guest star: Amy Acker (Andrea Barr), Daniel Hugh Kelly (Sceriffo Jake Devins).
- Altri interpreti: Troy Clare (Will Carlton), Amber Borycki (Sophie Carlton), Bruce Dawson (Bill Carlton), Keira Kabatow (cameriera), Nico Mc Eown (Lucas Barr).
- Musiche: What a way to go (Black Toast Music), Round round (Ratt) Too daze gone (Billy Squier), Movin' on (Bad Company).

## Il fantasma dell'aria
- Titolo originale: Phantom Traveler
- Diretto da: Robert Singer
- Scritto da: Richard Hatem

### Trama
Dean si accorge che Sam è ancora turbato, non solo per la morte di Jessica, ma anche perché fare il cacciatore condiziona il suo stato d'animo al punto da non riuscire a dormire serenamente. Sam e Dean ricevono una chiamata da Jerry, un amico di John Winchester, che chiede ai due di indagare su un incidente aereo avvenuto, secondo lui, per cause soprannaturali. Interrogando i superstiti, ancora sconvolti dall'incidente, e analizzando i reperti dell'aereo, Sam e Dean scoprono che si tratta di un demone. Questa volta il demone prende possesso del pilota superstite, Chuck Lambert, che durante un allenamento di volo tramortisce il co-pilota e fa schiantare il velivolo: infatti l'obiettivo del demone è dare la caccia ai superstiti per finire il suo macabro lavoro. Sam scopre che entrambi gli incidenti si sono verificati nei 40 minuti successivi al decollo, numero che, secondo la mitologia biblica, fa riferimento alla morte. L'unico modo per fermare il demone è salire sull'aereo dove sono presenti gli altri superstiti e dove quindi avverrà la prossima strage. I due fratelli scoprono che il demone si è impossessato del corpo del co-pilota e proprio quando viene localizzato inizia la sua opera cercando di far precipitare l'aereo. Sam e Dean, grazie all'aiuto di Amanda, una delle assistenti di volo, e dopo una dura lotta contro il demone, riescono ad esorcizzarlo, rispedendolo all'Inferno, e a salvare l'equipaggio, evitando una nuova tragedia. Dopo aver salutato Jerry, i fratelli scoprono che il padre ha disattivato il suo numero di telefono: infatti provando a chiamarlo parte un messaggio alla segreteria nel quale si viene indirizzati al numero di Dean. A quel punto Sam capisce che il padre si è allontanato di sua volontà, relegando ai figli i suoi casi.
- Supernatural Legend: Possessione demoniaca
- Guest star: Jaime Ray Newman (Amanda Walker), Brian Markinson (Jerry Panowski).
- Altri interpreti: Paul Jarrett (George Phelps), Daryl Shuttleworth (Chuck Lambert), Birkett Turton (Max Jaffe).
- Musiche: Paranoid (Black Sabbath), Working man (Rush), Some kind of monster (Metallica), Enter Sandman (Metallica - canticchiata da Dean).

## Terrore allo specchio
- Titolo originale: Bloody Mary
- Diretto da: Peter Ellis
- Scritto da: Ron Milbauer, Terri Hughes Burton e Eric Kripke

### Trama
Toledo, Ohio. Durante un pigiama party, un gruppo di ragazzine, mentre giocano a obbligo e verità, sfidano Lily a dire "Maria la Sanguinaria" (Bloody Mary) davanti allo specchio per tre volte ma apparentemente non succede nulla. Poco dopo compare uno spirito che si muove tra gli specchi della casa e Steven Shoemaker, padre di Lily, muore di fronte allo specchio del bagno con gli occhi liquefatti. I fratelli Winchester si recano sul luogo per indagare: la figlia maggiore, Donna, sostiene che Steven sia morto per un infarto ma Lily teme di essere responsabile e confessa di aver evocato lo spirito di Bloody Mary. Mentre Donna viene consolata dalle sue amiche Jill e Charlie, quest'ultima comincia a sospettare che la morte di Steven sia avvenuta per mano di qualche essere soprannaturale. Per dimostrare il suo scetticismo, Jill nomina Maria la Sanguinaria davanti allo specchio e quella stessa notte muore anche lei. Charlie informa i fratelli Winchester della morte dell'amica e attraverso delle ricerche scoprono che si tratta dello spirito di una certa Maria Worthington, che uccide chiunque abbia un segreto riguardo alla morte di qualcuno, in quanto lei morì davanti uno specchio cercando di svelare il nome del suo assassino. Sam e Dean realizzano che lo spirito riesce a muoversi attraverso ogni superficie riflettente e decidono che il modo migliore per sbarazzarsi di lei è evocarla nello specchio dai cui è partita la maledizione, conservato in un negozio di antiquariato. Sam si propone come esca, rivelando a Dean di avere un segreto sulla morte di qualcuno: infatti ritiene che la morte di Jessica sia colpa sua. Evocato lo spirito, Sam non riesce a rompere lo specchio e sta per essere ucciso; fortunatamente arriva Dean in suo aiuto. Mentre i due se ne stanno andando, dallo specchio esce lo spirito di Maria che tenta di uccidere entrambi: grazie al repentino intervento di Dean riescono a salvarsi e ad uccidere il fantasma con la sua stessa arma. Infatti se lo spirito viene messo di fronte ad uno specchio, muore vittima della sua stessa maledizione. In viaggio sull'Impala, Dean chiede a Sam quale fosse il segreto sulla morte di Jessica che il fratello non gli aveva rivelato, in quanto è riuscito ad evocare Maria. Sam, però, non glielo confida e tiene per sé il fatto che prima che Jessica fosse uccisa aveva sognato più volte la sua morte nello stesso modo in cui è avvenuta. In più Sam si sente responsabile poiché non le ha mai detto la verità sul suo passato da cacciatore e come fu cresciuto dal padre. Guardando fuori dal finestrino, Sam vede Jessica vestita di bianco che lo guarda immobile dal marciapiedi, per poi scomparire.
- Supernatural Legend: Bloody Mary
- Guest star: Adrianne Palicki (Jessica), Marnette Patterson (Charlie), William Taylor (Detective), Chelan Simmons (Jill), Kristie Marsden (Donna Shoemaker).
- Altri interpreti: James Ashcroft (Coroner), Duncan Minett (Steven Shoemaker), Genevieve Buechner (Lily Shoemaker).
- Musiche: Sugar We're Going Down (Fall Out Boy), Rock of ages (Def Leppard), Laugh, I nearly died (The Rolling Stones), Bones Into Dust (Fred Haring).

## Questione di pelle
- Titolo originale: Skin
- Diretto da: Robert Duncan McNeill
- Scritto da: John Shiban

### Trama
Sam, ancora in contatto con gli amici del college, riceve una mail da Rebecca Warren che lo informa che suo fratello Zach è stato accusato dell'omicidio della propria ragazza, Emily. I fratelli Winchester si recano quindi a St. Louis per aiutarla e, visionando i video della polizia, scoprono che Zach si trovava sia sul luogo dell'omicidio che, come testimoniato dalla stessa Rebecca, a casa con lei. Da ciò, Sam e Dean cominciano a sospettare che il sosia di Zach sia un mutaforma, una creatura in grado di prendere le sembianze di chiunque e i loro sospetti vengono confermati quando avvengono nuovi omicidi. La situazione precipita quando il mutaforma cattura Sam e Dean, prendendo le sembianze di quest'ultimo. Dopo aver appreso i pensieri di Dean, il mutaforma confessa a Sam che in realtà il fratello è invidioso del fatto che lui sia riuscito a ribellarsi al padre per inseguire i suoi sogni, mentre Dean ha eseguito gli ordini di John che poi è improvvisamente sparito, lasciandolo da solo. La creatura, con le sembianze di Dean, si reca a casa di Rebecca nel tentativo di ucciderla, ma viene sorpreso dalla polizia e riesce a scappare; nel frattempo i fratelli sono riusciti a liberarsi. Mentre la polizia va alla ricerca del falso Dean, intanto Sam si reca da Rebecca. Dean invece cerca la creatura nelle fogne, dove si nasconde per cambiare aspetto, ma trova la vera Rebecca legata; entrambi si recano a casa di lei giusto in tempo per uccidere il mutaforma, di nuovo con le sembianze di Dean, poco prima che questi soffochi Sam. La polizia trova il cadavere della creatura e dichiara Dean Winchester morto. Sam saluta Rebecca prima di partire e Dean capisce che al fratello manca la sua vita al college, dunque gli esprime il suo dispiacere perché sa che Sam vorrebbe una vita normale. Sam invece sembra quasi rassegnato e gli confessa che dopotutto a Stanford non si sentiva neanche a suo agio, ma Dean gli promette che starà con lui per sempre.
- Supernatural Legend: Mutaforma
- Guest star: Amy Grabow (Rebecca Warren).
- Altri interpreti: Aleks Holtz (Zach Warren), Anita Brown (Lindsay), Peter Shinkoda (Alex).
- Musiche: In-A-Gadda-Da-Vida (Iron Butterfly), Poison whiskey (Lynyrd Skynyrd), Hey man, nice shot (Filter), All righ now (Free).

## L'uomo uncino
- Titolo originale: Hook Man
- Diretto da: David Jackson
- Scritto da: John Shiban

### Trama
Ankeny, Iowa occidentale. Lori Sorenson, una delle ragazze più popolari del college e figlia del reverendo del paese, si appresta a uscire col suo ragazzo Rich che si ferma lungo una strada isolata col tentativo di scambiare qualche effusione con la ragazza. Lori chiede al ragazzo di fermarsi, ma vengono interrotti da qualcosa che attacca l'auto e Rich viene brutalmente ucciso. Sam e Dean, ritenendo le circostanze della morte troppo strane, si recano sul posto per indagare fingendosi studenti del college. Le ricerche li portano a scoprire che l'assassino è legato alla leggenda dell'Uomo Uncino, un predicatore a cui venne tagliata una mano e sostituita da un uncino che nel 1862 compì una strage di prostitute, proprio sulla strada dove venne ucciso il fidanzato di Lori. Qualche giorno dopo anche un'amica di Lori viene uccisa allo stesso modo e sul luogo del delitto vengono ritrovati dei graffi scalfiti sui muri. Sam e Dean capiscono che alla base degli omicidi c'è qualche legame che porta a Lori, dunque cercano la tomba del prete killer e, mentre Dean brucia le ossa, Sam rimane con Lori, per controllare che non le succeda niente. Nonostante Dean avesse bruciato i resti del predicatore, il padre di Lori viene aggredito dall'Uomo Uncino. A seguito di altre ricerche, Sam e Dean realizzano che l'uncino era stato fuso per realizzare degli oggetti che furono donati alla parrocchia del padre di Lori. Cercando di capire in che cosa fosse stato trasformato l'uncino, Sam e Dean scoprono che tutte le persone che vengono colpite sono legate a Lori in quanto lei stessa le ritiene colpevoli di qualcosa: il suo ragazzo è colpevole di averla toccata; la sua amica era colpevole in quanto voleva che fosse più sciolta e meno inibita; il padre era colpevole perché usciva con una donna sposata. Sam e Dean arrivano a una conclusione: fondere tutta l'argenteria della parrocchia, ma proprio mentre Sam e Lori si trovano alle prese con l'Uomo Uncino, venuto questa volta ad uccidere Lori che si riteneva responsabile degli omicidi dei suoi amici, i tre riusciranno a salvarsi solo nel momento in cui capiscono che l'uncino era stato fuso nella collana che Lori aveva da sempre al collo.
- Supernatural Legend: Uomo uncino
- Guest star: Dan Butler (Reverendo Sorenson), Jane McGregor (Lori Sorenson), Brian Skala (Rich), Alfred E. Humphreys (Sceriffo).
- Altri interpreti: Christie Laing (Taylor), Benjamin Rogers (Mark).
- Musiche: Merry go round (Split Habit), Bang your head (metal health) (Quiet Riot), Noise (Low Five), At rest (APM), Royal Bethlehem (APM), U do 2 me (Paul Richards), Peace of mind (Boston).

## Insetti
- Titolo originale: Bugs
- Diretto da: Kim Manners
- Scritto da: Rachel Nave e Bill Coakley

### Trama
Sam e Dean leggono un articolo su una morte misteriosa avvenuta per mezzo di scarafaggi in un centro residenziale ancora in costruzione ad Oasis Plains, nell'Oklahoma. Incuriositi, decidono di recarsi sul posto fingendosi interessati ad acquistare un immobile e durante un barbecue a casa dell'agente immobiliare, Larry Pike, conoscono suo figlio Matt, un sedicenne con la passione per gli insetti che viene spesso rimproverato dal padre. Sam si rivede molto nel ragazzo in quanto anche lui non andava d'accordo col padre, solo perché contrario alla vita da cacciatore, e pensa tuttora di essere una delusione per lui. Ma Dean cerca di fargli capire che John voleva solo proteggerlo e gli confessa che spesso passava per Stanford per vedere se stava bene, lasciando Sam sorpreso. Continuando le ricerche, i fratelli Winchester scoprono che il centro residenziale sta sorgendo su un antico cimitero di nativi americani i quali maledissero il terreno: secondo la leggenda tutti gli insetti presenti lì e nei dintorni si stavano riunendo per attaccare ed uccidere tutti i cittadini del luogo entro il giorno dell'equinozio di primavera. Sam e Dean cercano di trovare un modo per far evacuare il posto, ma ormai è troppo tardi e il quartiere viene attaccato da uno sciame di insetti. Barricati in casa Pike, Sam e Dean trovano un modo per sigillare porte e finestre, ma nonostante tutto dovranno combattere gli insetti.
- Supernatural Legend: Maledizioni dei nativi americani, insetti
- Guest star: Andrew Airlie (Larry Pike), Carrie Genzel (Lynda Bloome), Tyler Johnston (Matt Pike).
- Altri interpreti: Ryan Robbins (Travis Wheeler), Anne Marie DeLuise (Joanie Pike), Jimmy Herman (Joe White Tree).
- Musiche: Rock of Ages (Def Leppard), Rock you like a Hurricane (Scorpions).

## Ritorno a casa
- Titolo originale: Home
- Diretto da: Ken Girotti
- Scritto da: Eric Kripke

### Trama
Sam ha degli incubi sulla casa in cui ha vissuto da piccolo con la sua famiglia e dove la madre fu uccisa. Inoltre confessa al fratello di avere dei sogni premonitori, come la morte di Jessica, e ha la sensazione che la famiglia che ora abita nella loro vecchia casa sia in pericolo. Dean, convinto dall'insistenza di Sam, decide allora di tornare nella casa natale, a Lawrence, nel Kansas, riuscendo a convincere Jenny, la nuova proprietaria da poco trasferitasi, a fargliela visitare. Entrati in casa, i due fratelli apprendono da Jenny che ci sono dei problemi all'impianto elettrico in quanto la sera spesso si affievoliscono le luci e sospetta che ci siano dei topi in cantina perché sente degli scricchiolii, ma per Sam quelli sono i sintomi di una presenza spiritica. Inoltre Sairie, la figlia di Jenny, confessa di aver visto una figura in fiamme uscire dall'armadio della sua stanza, ma la madre pensa che sia un incubo ricorrente della bambina. Sam e Dean cercano di trattare il caso come se non fosse personale e provano a ricostruire tutta la storia della casa per capire cosa sta accadendo; inoltre Dean cerca di mettersi in contatto col padre per ottenere qualche informazione in più sull'incendio che bruciò la loro casa. Intanto a casa di Jenny continuano a verificarsi altri eventi paranormali che mettono in pericolo i suoi figli e la donna comincia a preoccuparsi seriamente. I fratelli Winchester decidono di parlare con i vecchi amici del padre per capire meglio cosa accadde la notte in cui bruciò la casa; ricostruendo gli spostamenti di John, anche grazie al suo diario, i due incontrano Missouri Moseley, una sensitiva in grado di leggere i pensieri e sentire le presenze, che lui aveva conosciuto anni prima per farsi leggere la mano dopo la morte di Mary. La donna accompagna i due ragazzi nella loro vecchia casa dove coglie la presenza di più spiriti attratti dalla tragedia avvenuta nel 1983. L'unico modo per purificare la casa è mettere sacchetti magici in ogni parete e sotto i pavimenti. Una volta finito il lavoro la situazione sembra risolta, ma Sam ha ancora una brutta sensazione e durante la notte si apposta fuori dalla casa per poterla controllare. Sam non si sbagliava, c'è ancora qualcosa che infesta la casa e che sta provando a fare del male ai nuovi inquilini. Mentre Sam e Dean entrano in casa per salvare Jenny e i suoi figli, si trovano ad affrontare uno spirito in fiamme che si rivela essere Mary. Lo spirito aiuta i suoi figli, cacciando le altre presenze spiritiche dalla casa definitivamente. I fratelli si rimettono in viaggio mentre Missouri, tornata a casa, trova John Winchester che le confessa di non poter avvicinarsi a Sam e Dean per il momento.
- Supernatural Legend: Poltergeist, spiriti
- Guest star: Jeffrey Dean Morgan (John Winchester), Samantha Smith (Mary Winchester), Kristin Richardson (Jenny), Loretta Devine (Missouri Moseley).
- Altri interpreti: Ginger Page (Sairie), Jamie Schwanebeck (Richie), Don Thompson (Mr. Guenther).

## La rivolta
- Titolo originale: Asylum
- Diretto da: Guy Bee
- Scritto da: Richard Hatem

### Trama
Intorno al manicomio Roosevelt di Rockford, Illinois, girano diverse leggende su strani eventi paranormali che avvengono al suo interno, nonostante sia abbandonato da anni. Nel frattempo Sam e Dean, mentre discutono sulla scomparsa del padre, ricevono un messaggio anonimo contenente le coordinate del manicomio Roosevelt e, facendo delle ricerche, scoprono che le persone muoiono dopo aver visitato quel posto. Dean è convinto che l'indicazione arrivi dal padre; Sam sostiene che dovrebbero smetterla di perdere tempo dando la caccia al soprannaturale e concentrarsi solo sulla ricerca del padre, ma il fratello è ostinato a seguire gli ordini di John. I due decidono di dare un'occhiata al posto, dove trovano due ragazzi in preda al panico che avevano deciso di trascorrere una notte nell'ex manicomio. Sam e Dean scoprono che i pazienti del manicomio venivano maltrattati dal dottor Ellicott. Sam viene attirato dallo spirito del dottore nel seminterrato dove la pazzia lo colpisce e quando incontra Dean, che vuole bruciare le ossa del dottore, cerca di ucciderlo. Dean riesce a bruciare il corpo e il fratello torna alla normalità. Infine i due ricevono una chiamata dal padre.
- Supernatural Legend: Spiriti
- Guest star: Brooke Nevin (Katherine), Nicholas D'Agosto (Gavin), Tom Pickett (Danny Gunderson).
- Altri interpreti: Peter Benson (Walter Kelly), Karly Warkentin (moglie di Walter Kelly).
- Musiche: Hey you (Bachman-Turner Overdrive).

## Lo spaventapasseri
- Titolo originale: Scarecrow
- Diretto da: Kim Manners
- Scritto da: John Shiban e Patrick Sean Smith

### Trama
Sam e Dean ricevono una chiamata dal padre che comunica loro di stare bene e che sta cercando il demone che uccise Mary Winchester. Sam vorrebbe raggiungere John per aiutarlo, ma lui gli intima di smettere di cercarlo perché non vuole esporli a eventuali pericoli e incarica i figli di andare a Burkitsville, Indiana, dove nella seconda settimana di aprile di ogni anno avvengono sempre delle morti in strane circostanze. Sam però non è d'accordo e, stanco di assecondare gli ordini del padre, decide di separarsi da Dean e andarsene per conto suo alla ricerca di John che si trova in California. Giunto a Burkitsville, Dean trova un ambiente molto ostile in quanto nessuno sembra voler parlare delle misteriose sparizioni, ma grazie all'aiuto di Emily, nipote del parroco da poco trasferitasi in città, scopre che gli abitanti del paese compiono dei sacrifici umani a un dio pagano, Vanir, impossessatosi di uno spaventapasseri, in cambio di prosperità nel raccolto e benessere per il paese. Lungo il viaggio, Sam incontra una ragazza, Meg, con la quale condivide gli stessi problemi familiari, così decidono di partire insieme. In realtà la ragazza è un demone, ma tiene nascosta la sua vera identità e cerca di allontanare i due fratelli. Le indagini di Dean mettono in allerta gli abitanti del paese; infatti il cacciatore viene catturato dopo aver impedito il sacrificio delle vittime di turno, combattendo contro lo spaventapasseri. Poiché il rito richiede il sacrificio di un uomo e una donna, il parroco decide di sacrificare sua nipote Emily e attendono il momento in cui si manifesterà la divinità. Dean è ormai vicino alla morte, ma viene soccorso da Sam che ha deciso di tornare dal fratello temendo che fosse in pericolo poiché non rispondeva alle sue chiamate. Sam riesce a salvare il fratello ed Emily, ma mentre scappano vengono presi dallo sceriffo e dagli zii di Emily; solo con l'intervento del Vanir, che uccide questi ultimi, i ragazzi riescono a salvarsi. Il giorno dopo Sam e Dean bruciano l'albero che teneva in vita il Vanir, cancellando la maledizione. Sam rivela al fratello che l'unico modo per affrontare questa situazione è restare uniti e che prima o poi raggiungeranno insieme il padre.
- Supernatural Legend: Spaventapasseri, Vanir
- Guest star: Nicki Aycox (Meg Masters), Jeffrey Dean Morgan (John Winchester), Tania Saulnier (Emily Jorgeson), Tom Butler (Harley Jorgeson), P. Lynn Johnson (Stacey Jorgeson), William B. Davis (Professore del college).
- Altri interpreti: Christian Schrapff (Vince Parker), Lara Gilchrist (Holly Parker), Brendan Penny (Steve), Leah Graham (Pauly), Brent Stait (Scotty), David Orth (Sceriffo).
- Musiche: Puppet (Colepitz), Lodi (Creedence Clearwater Revival), Bad company (Bad Company).

## Il guaritore
- Titolo originale: Faith
- Diretto da: Allan Kroeker
- Scritto da: Sera Gamble e Raelle Tucker

### Trama
Durante uno scontro con uno zombi, Dean viene folgorato da una scossa elettrica che gli danneggia il cuore e lo rende malato terminale: i medici comunicano che gli resta al massimo un mese di vita. Sam, sconvolto dalla notizia, cerca in tutti i modi di salvare il fratello, ormai rassegnato, e scopre che nel Nebraska rurale c'è un guaritore: il reverendo Roy Le Grange, che riesce a salvare la vita dei malati terminali. Dean, portato sul posto con l'inganno, conosce Layla Rourke, una ragazza gravemente malata di tumore che spera di essere salvata da Roy. Infatti il reverendo, durante il suo sermone, dice che è Dio a guidarlo nella scelta di chi, tra i presenti, verrà guarito. Dean resta sorpreso quando Roy sceglie proprio lui; il cacciatore rifiuta il suo aiuto in quanto scettico e per nulla credente, ma il reverendo insiste e lo guarisce, lasciando incredulo il ragazzo. In ospedale, Dean scopre che il suo cuore è completamente guarito, ma viene a sapere che di recente si sono verificate strane morti in soggetti completamente sani e pensa che possano essere collegate ai "miracoli" di Roy. Infatti Dean confessa al fratello che dopo esser stato guarito ha avvertito una strana sensazione e ha visto uno spettro dietro Roy. Tornato dal reverendo per ringraziarlo, Dean ne approfitta per indagare e scopre che l'uomo, dopo che è guarito "miracolosamente" da un tumore grazie alle preghiere della moglie Sue Ann, si è reso conto di avere dei poteri che usa a fin di bene. Inoltre gli chiede per quale motivo abbia scelto di guarirlo e Roy gli risponde che Dio ha dei progetti per lui. Anche Layla e sua madre vorrebbero parlare al reverendo: la donna insiste per far guarire la figlia, ma Sue Ann le manda via dicendo loro che sarà la volontà divina a stabilire quando dovrà guarire Layla. Nel frattempo Sam indaga sui misteriosi decessi e scopre che a ogni persona salvata da Roy corrisponde una morte. Dean si sente in colpa perché a causa della sua guarigione è morto un innocente, così insieme al fratello decide di fermare l'operato del reverendo: mentre Dean crea un diversivo per interrompere la messa, Sam cerca indizi a casa di Roy e scopre chi sarà la prossima vittima, riuscendo a salvare il ragazzo destinato a morire. Inoltre Dean sorprende Sue Ann compiere un rituale mediante un altare e una croce ansata, attraverso i quali con un incantesimo di magia nera invoca un demone Mietitore. La donna fa allontanare Dean e quella sera Roy si appresta a ripetere il miracolo, dove stavolta intende guarire Layla. I fratelli Winchester si accorgono che Sue Ann non è presente alla funzione, infatti la moglie di Roy ha spostato l'altare in casa per precauzione. Sam scopre che stavolta la prossima vittima è proprio Dean, così si appresta a distruggere l'altare e la croce. Dopo aver interrotto il rituale, il mietitore uccide Sue Ann, ma Layla non viene guarita. Il giorno dopo, prima di partire, Dean saluta Layla, dispiaciuto del fatto che non potrà guarire, ma nonostante tutto alla ragazza va bene così e ripone speranza nella sua fede.
- Supernatural Legend: mietitori
- Guest star: Julie Benz (Layla Rourke), Rebecca Jenkins (Sue Ann Le Grange), Kevin McNulty (Reverendo Roy Le Grange).
- Altri interpreti: Erica Caroll (infermiera), Scott E. Miller (poliziotto), Jim Codrington (dottore), Aaron Craven (David Wright), Alex Diakun (mietitore), Gillian Barber (signora Rourke).
- Musiche: Don't fear the reaper (Blue Öyster Cult).

## Route 666
- Titolo originale: Route 666
- Diretto da: Paul Shapiro
- Scritto da: Eugenie Ross-Leming e Brad Buckner

### Trama
Dean riceve la chiamata di una sua amica, nonché vecchia fiamma, Cassie, che gli chiede aiuto. Dean e Sam si recano nel Missouri dove Cassie racconta loro di strani incidenti stradali sulla Route 666 in uno dei quali ha perso la vita anche suo padre. Dean e Cassie si affrontano in un acceso litigio (in quanto lei credeva che Dean le avesse detto di essere un cacciatore del soprannaturale solo per scaricarla), che sfocia in una notte di passione: la ragazza, dopo aver scaraventato il ragazzo seminudo sul letto, si lascia andare a uno sfrenato rapporto sessuale. Sam e Dean cominciano così a indagare scoprendo che tutti gli omicidi sono a sfondo razziale e continuando le ricerche sono costretti a scavare nel passato della ragazza: scoprono così che dietro le morti c'è un omicidio avvenuto anni prima per mano del padre di Cassie, il quale uccise l'amante della madre occultandone poi il corpo. Mentre cercano di rintracciare il corpo dell'amante della donna, il furgone prende di mira Cassie attentando alla sua vita. Grazie a un intuito di Sam, Dean guida verso un suolo consacrato dove ci sono i resti di una vecchia chiesa e appena il fantasma oltrepassa il luogo viene esorcizzato.
- Supernatural Legend: Spiriti vendicativi, Olandese Volante
- Guest star: Megalyn Echikunwoke (Cassie Robinson), Kathleen Noone (Mrs. Robinson), Alvin Sanders (Jimmy Anderson), Gary Hetherington (Sindaco Harold Todd).
- Musiche: Walk Away - The James gang (Joe Walsh), She Brings Me Love (Bad Company), Can't find my way home (Blind Faith), Paradise (Sharif).

## Incubi
- Titolo originale: Nightmare
- Diretto da: Phil Sgriccia
- Scritto da: Sera Gamble e Raelle Tucker

### Trama
Sam continua ad avere delle premonizioni sotto forma di incubi che lo portano, insieme al fratello, a Saginaw, nel Michigan, dove avverrà un suicidio. Nonostante Dean si convinca ad andare, niente conferma la premonizione di Sam riguardo al suicidio. I due continuano le ricerche fino a quando incontrano Max Miller, un ragazzo con strani poteri telecinetici. Sam e Dean iniziano ad indagare sul passato del ragazzo e scoprono che sua madre biologica è morta anni prima e che il padre era un violento e alcolizzato. Sam ha un nuovo incubo su un'altra morte: la matrigna del ragazzo. I due arrivano in tempo a casa di Max e realizzano che quest'ultimo cercava di vendicarsi a causa delle violenze subite sia per mano del padre che dello zio. Max non gradisce la visita dei Winchester e minaccia di uccidere Dean, ma Sam cerca di instaurare un dialogo con lui. Quando però Sam scopre che anche Max aveva ricevuto la visita del demone con gli occhi gialli, lo stesso che aveva ucciso Mary Winchester, tenta di far ragionare il ragazzo e gli fa capire che con la vendetta non risolverà i suoi problemi, ma alla fine Max decide di togliersi la vita. Sam confida a Dean di essere preoccupato su ciò che gli sta accadendo e sospetta che questi eventi possano essere collegati al demone che uccise la madre, ma il fratello lo rassicura dicendogli che finché ci sarà lui non gli accadrà nulla.
- Supernatural Legend: Telecinesi, premonizioni.
- Guest star: Brendan Fletcher (Max Miller), Beth Broderick (Alice Miller).
- Altri interpreti: Cameron McDonald (Jim Miller), Avery Raskin (Roger Miller), Fred Keating (vicino dei Miller).
- Musiche: Two Plus Two (Bob Seger System).

## La famiglia Bender
- Titolo originale: The Benders
- Diretto da: Peter Ellis
- Scritto da: John Shiban

### Trama
Nel Minnesota, un bambino, Evan McKay, assiste al rapimento di un uomo, Alvin Jenkins. Sam e Dean si recano sul posto per indagare in quanto in quel particolare luogo, appuntato anche sul diario di John, si parla di strani rapimenti che avvengono ciclicamente e i due sospettano che possa trattarsi di qualche creatura soprannaturale. Durante le indagini però anche Sam viene rapito, così Dean si mette sulle tracce del fratello e, fingendosi un poliziotto, si fa aiutare dallo sceriffo locale, Kathleen Hudak. La donna però scopre che Dean le ha mentito e gli intima di andare via o sarà costretta ad arrestarlo, ma il ragazzo insiste nel continuare le ricerche perché vuole ritrovare Sam, la sua unica famiglia, così Kathleen decide di aiutarlo in quanto anche suo fratello è stato rapito e trovato ucciso. Nel frattempo Sam viene richiuso in una gabbia all'interno di un fienile dove c'è anche Alvin Jenkins: quest'ultimo prova a scappare ma viene aggredito e ucciso dai suoi rapitori. Dean e Kathleen giungono in una campagna dove scoprono l'abitazione dei Bender, famiglia di psicopatici che per divertirsi vanno a caccia di persone trattandoli come animali. Mentre lo sceriffo viene catturato, Dean riesce a entrare in casa Bender ma nel tentativo di trovare la chiave delle gabbie, verrà catturato e torturato dai fratelli Bender. Intanto Sam e Kathleen riescono a liberarsi e uccidere i Bender, salvando Dean.
- Supernatural Legend: Famiglia Bender
- Guest star: John Dennis Johnston (Pa Bender), Jessica Steen (Sceriffo Kathleen Hudak), Jon Cuthbert (Alvin Jenkins).
- Altri interpreti: Ryan Drescher (Evan McKay), Sadie Lawrence (signora McKay), Alexia Fast (Missy Bender), Ken Kirzinger (Jared Bender), Shawn Reis (Lee Bender).
- Musiche: Rocky Mountain Way (Joe Walsh).

## Ombre
- Titolo originale: Shadow
- Diretto da: Kim Manners
- Scritto da: Eric Kripke

### Trama
A Chicago vengono ritrovati alcuni cadaveri a pezzi e privati del cuore che attirano l'attenzione di Sam e Dean. Giunti sul luogo, iniziano le loro ricerche e scoprono che il misterioso assassino lascia un simbolo zoroastriano sui luoghi del delitto. Attraverso delle ricerche scoprono che il simbolo è il sigillo di un Daevas, ovvero un demone ombra che può essere invocato solo da esperti dell'occultismo. In un locale, Sam incontra Meg, sorpreso di vederla lì in quanto era diretta in California. La ragazza fa la conoscenza di Dean e mostra subito disprezzo per quest'ultimo, poiché Sam le aveva parlato dei problemi che aveva con lui. Sam però ha qualche dubbio e pensa che l'arrivo di Meg in città non può essere casuale, così decide di seguirla, mentre Dean continua le sue ricerche sul caso. Sam scopre che è Meg ad invocare i Daevas, in quanto lei stessa è al servizio di un demone. Inoltre Dean realizza che le vittime avevano in comune il luogo di nascita: Lawrence, Kansas. I fratelli Winchester pensano quindi di essere nel centro del mirino dei demoni e chiedono aiuto al padre. Sam confessa che appena elimineranno il demone che ha ucciso la loro madre, lui riprenderà gli studi a Stanford e si augura che anche il fratello sceglierà di rifarsi una vita. In realtà Dean non ha intenzione di ritirarsi dalla caccia al soprannaturale perché ci sarà sempre qualche creatura da combattere, inoltre rivela di essere tornato da Sam non solo per avere un aiuto nella caccia ma perché voleva che loro tre fossero di nuovo insieme. Tornati sulle tracce di Meg, i due fratelli vengono catturati dalla demone e capiscono di essere un'esca per John; infatti Meg ha intenzione di uccidere i tre cacciatori servendosi dei demoni ombra. Sam e Dean riescono a liberarsi e, dopo aver messo fuori gioco la demone, tornano al motel dove si riconciliano col padre. John confessa ai figli che ha trovato un modo per eliminare definitivamente il demone che uccise Mary, ma non vuole coinvolgerli perché si tratta di una creatura molto pericolosa. Proprio quando tutto sembrava andare per il meglio, Meg scaglia i demoni ombra contro i Winchester, ma Sam riesce a scacciarli temporaneamente con la potente luce di una fiaccola e propone a Dean e John di fuggire insieme per guadagnare tempo. Quando i due fratelli pensano di poter rimanere finalmente uniti al padre, quest'ultimo sostiene che è meglio restare divisi per essere meno vulnerabili.
- Supernatural Legend: Daevas
- Guest star: Nicki Aycox (Meg Masters), Jeffrey Dean Morgan (John Winchester).
- Altri interpreti: Melanie Papalia (Meredith Mcdonell), Lorena Gale (affittuaria).
- Musiche: You got your hooks into me (Little Charlie and the Nightcats), Pictures of me (Vue)

## La casa infernale
- Titolo originale: Hell House
- Diretto da: Chris Long
- Scritto da: Trey Callaway

### Trama
Nel Texas avvengono misteriosi omicidi che destano l'interesse dei fratelli Winchester. Giunti sul luogo, Sam e Dean si trovano alle prese con una casa infestata, dove vengono rinvenute delle ragazze impiccate. Fingendosi giornalisti, indagano sul caso intervistando i testimoni, tra i quali un commesso di un negozio di musica, Craig Thursten, che racconta loro la leggenda della casa, ma cercando altre fonti realizzano che la storia non ha alcun fondo di verità. Perlustrando la casa, trovano altri ragazzi, Ed e Harry, con la passione del paranormale e, interessati a questo mistero, hanno addirittura creato un sito internet dove scrivono notizie, leggende e presunte verità. Il giorno dopo viene rinvenuta un'altra vittima e i Winchester, durante la notte, vanno alla ricerca della creatura; i due si imbattono in un fantasma, ma stranamente si rivela essere immune al sale. Inoltre osservando i vari simboli disegnati sulle pareti della casa, Dean ne riconosce uno che si rivela essere lo stemma dei Blue Öyster Cult, quindi capisce che Craig è in qualche modo responsabile. Il ragazzo confessa di essere l'autore dei graffiti e di aver inventato la leggenda sulla casa che poi ha attirato l'attenzione di altre persone. Tra i graffiti, Sam riconosce anche il simbolo che serve per evocare i Tulpa attraverso l'immaginazione di chi alimenta la leggenda, dunque capisce che per distruggere lo spirito devono contribuire a dare informazioni su come eliminarlo e, una volta sparsa la voce, è possibile sconfiggere l'entità.
- Supernatural Legend: Tulpa, fantasmi
- Guest star: Travis Wester (Harry Spangler), A. J. Buckley (Ed Zeddmore), Shane Meier (Craig Thursten).
- Altri interpreti: Colby Johannson (James), Britt Irvin (testimone), Kyle Labine (testimone), Agam Darshi (Jill).
- Musiche: Fire of unknow origin (Blue Öyster Cult), I'm burning for you (Blue Öyster Cult).

## Qualcosa di stregato
- Titolo originale: Something Wicked
- Diretto da: Whitney Ransick
- Scritto da: Daniel Knauf

### Trama
Fitchburg, Wisconsin: Sam e Dean giungono sul luogo attratti da strani eventi che colpiscono i bambini che improvvisamente cadono in coma. Iniziano le ricerche e i due fratelli capiscono che lo strano coma viene causato da una Shtriga che entra nelle camere dei bambini e ruba loro la "forza vitale". Durante il loro soggiorno sul luogo, Sam e Dean conoscono i figli della proprietaria del motel, Michael e Asher; Dean, guardando i due bambini, rivive un flashback della sua infanzia e di quando suo padre gli raccomandava di proteggere Sam. Dean capisce che la Shtriga si nasconde nel corpo del dottor Hydecker in modo da agire indisturbata. Quando Asher viene rapito dalla Shtriga, Sam e Dean decidono di usare Michael come esca per catturarla. Durante lo scontro Dean ricorda che anni prima quella stessa creatura aveva cercato di prendere Sam, così lo scontro diventa per Dean una cosa personale.
- Supernatural Legend: Shtriga
- Guest star: Jeffrey Dean Morgan (John Winchester), Colby Paul (Michael), Ridge Canipe (Dean da bambino), Venus Terzo (Joanna).
- Altri interpreti: Adrian Hough (dottor Hydecker), Chandra Berg (Gloria), Ari Cohen (Miles Tarnower), Erica Carroll (giovane madre), Penny Cardas (infermiera), Mary Black (anziana paziente).
- Musiche: Rock bottom (UFO), Road to nowhere (Ozzy Osbourne).

## Il quadro maledetto
- Titolo originale: Provenance
- Diretto da: Phil Sgriccia
- Scritto da: David Ehrman

### Trama
Nello Stato di New York una giovane coppia viene uccisa, durante la notte, subito dopo aver acquistato un quadro. Il caso colpisce subito l'attenzione dei fratelli Winchester che, giunti sul luogo dell'asta, cominciano ad indagare e incontrano la bella Sarah Blake, figlia del proprietario del negozio di antiquariato dove è tenuto il quadro. Dean nota che Sarah ha un palese interesse per Sam e consiglia al fratello di lasciarsi andare e provare a essere felice, nonostante la perdita di Jessica. I fratelli Winchester si introducono furtivamente nel negozio e bruciano il quadro, convinti in questo modo di porre fine agli omicidi. L'indomani però quando Sam torna nel negozio per salutare Sarah, vede il quadro di nuovo al suo posto senza alcun graffio. I fratelli Winchester a questo punto cominciano ad indagare sul passato dei personaggi del quadro, la famiglia Merchant, ed escogitano un modo per esorcizzarlo. Sarah comunica ai fratelli Winchester che il quadro è stato venduto a una sua amica, Evelyn, ma appena giungono a casa della donna la trovano morta e vedono uno dei personaggi del quadro, Isaiah Merchant, muoversi. A quel punto i Winchester confessano a Sarah di essere cacciatori del soprannaturale e la ragazza, inizialmente incredula, decide poi di unirsi a loro per risolvere il problema. Da una fotografia del dipinto scoprono che ci sono delle differenze con degli oggetti raffigurati nel quadro e salta all'attenzione una cripta dove sono sepolti i membri della famiglia Merchant. Dean realizza che tra le urne manca quella di Isaiah Merchant, dunque trovano la salma del defunto e la bruciano. Quella notte, tornati a casa di Evelyn, si accorgono che nel quadro manca un personaggio, Melanie Merchant, la figlia adottiva di Isaiah che si scopre essere la responsabile dello sterminio della sua famiglia. Mentre Sam e Sarah affrontano lo spirito della bambina, Dean torna alla cripta e brucia l'oggetto legato a Melanie, ovvero la sua bambola, e in questo modo il fantasma viene eliminato. Prima di partire, Sam confessa a Sarah di piacerle, ma non se la sente di avere una relazione in quanto vorrebbe evitare di esporre i suoi cari ai pericoli del soprannaturale. La ragazza gli dice che se continua a evitare il dolore non sarà capace di godersi le cose belle della vita, ma Sam continua a essere in disaccordo e a malincuore devono dirsi addio.
- Supernatural Legend: spiriti
- Guest star: Taylor Cole (Sarah Blake), Jodelle Ferland (Melanie Merchant), Jay Brazeau (bibliotecario).
- Altri interpreti: Jody Thompson (Ann Telesca), Curtis Caravaggio (Mark Telesca), Linden Banks (Isaiah Merchant), Barbara Frosch (Evelyn), Keith Martin Gordey (Daniel Blake).
- Musiche: Night time (Steve Carlson), Romantic piece nº1 (Antonín Dvořák), One more once (Black Toast Music), Bad time (Grand Funk Railroad).

## Una pistola dal passato
- Titolo originale: Dead Man's Blood
- Diretto da: Tony Wharmby
- Scritto da: Cathryn Humphris e John Shiban

### Trama
Boulder, Colorado: Sam e Dean vengono a sapere che un altro cacciatore, Daniel Elkins, vecchio amico di John, è stato ucciso e la sua casa è stata messa a soqquadro. I due trovano una lettera destinata a John Winchester: il padre raggiunge i figli e comunica loro che Elkins era il custode di una pistola speciale, la Colt, corredata di 7 pallottole, in grado di uccidere qualunque essere soprannaturale e quindi anche il demone che ha ucciso Mary. John rivela che la pistola potrebbe averla il gruppo di vampiri della zona, creature che Elkins aveva quasi completamente sterminato. Ma ora c'è un nuovo gruppo di vampiri che adesca le vittime lungo le strade isolate fuori città. Sam, Dean e John devono quindi cercare il covo dei vampiri per ucciderli, decapitandoli, e recuperare la pistola. Però Sam è stufo di eseguire gli ordini del padre che inoltre tiene all'oscuro i figli in merito a ciò che fa e litiga con John che accusa il figlio di aver abbandonato la famiglia. Nel frattempo Luther, il leader del gruppo di vampiri, rimprovera Kate per aver ucciso un cacciatore perché presto saranno bersaglio di altri cacciatori. John prova a scusarsi con Sam e gli confessa che lui non immaginava questa vita per i suoi figli, ma che li ha addestrati solo perché voleva proteggerli dai pericoli del soprannaturale. Quella notte Dean fa da esca ai vampiri, mentre Sam e John li colpiscono con frecce imbevute da sangue di uomo morto per indebolirli e prendono in ostaggio Kate. Infatti l'obiettivo di John è proporre uno scambio a Luther: la vampira in cambio della Colt, ma John viene colpito. Fortunatamente Sam e Dean intervengono per aiutare il padre che usa la Colt per uccidere Luther. Prima di partire, John dice ai figli di aver capito che solo insieme sono più forti e li coinvolge nella sua missione.
- Supernatural Legend: Vampiri
- Guest star: Jeffrey Dean Morgan (John Winchester), Warren Christie (Luther), Anne Openshaw (Kate), Dominic Zamprogna (Beau).
- Altri interpreti: Brenda Campbell (Beth), Terence Kelly (Daniel Elkins), Christine Chatelain (Jenny).
- Musiche: House is rockin'  (Stevie Ray Vaughan), Searching for the truth (Brian Keith Nutter), Trailer trash (88 Crash), Strange face of love (Tito and Tarantula).

## Una città da salvare
- Titolo originale: Salvation
- Diretto da: Robert Singer
- Scritto da: Sera Gamble e Raelle Tucker

### Trama
John spiega ai figli che è alla ricerca di un demone dagli occhi gialli che colpisce le famiglie, in particolare quelle dove sono presenti secondogeniti che hanno appena compiuto 6 mesi. Prima dell'attacco nel luogo in cui il demone colpirà, precedono una serie di strani eventi che si stanno verificando a Salvation, nell'Iowa. Sam, Dean e John si recano sul posto per salvare la madre della prossima famiglia che verrà uccisa dal demone e si dividono tra due ospedali per cercare i nomi dei nascituri che a breve compiranno 6 mesi. All'improvviso Sam ha una premonizione di una donna con una neonata e rivela al padre e al fratello l'abitazione della famiglia che verrà attaccata. Tuttavia John rimprovera i suoi figli perché viene a sapere solo ora che Sam ha delle premonizioni e pensa possano essere in qualche modo legate al demone dagli occhi gialli. Mentre cercano un modo per fermare il demone, Sam riceve una telefonata da Meg che sta uccidendo tutti gli amici di John, minacciando quest'ultimo di continuare la sua opera fino a che non le verrà consegnata la Colt e a ottenere vendetta. John si reca all'appuntamento con una Colt falsa, lasciando ai figli il compito di uccidere il demone dagli occhi gialli. I fratelli riescono a salvare la famiglia, ma il demone scappa ancora una volta. Sam è adirato per aver fallito la missione, tanto da discuterne con Dean che cerca di fargli capire che non vale la pena rischiare la vita per un demone. Meg scopre l'inganno e, infuriata, cattura John minacciando anche Sam e Dean.
- Supernatural Legend: Demoni, Colt
- Guest star: Nicki Aycox (Meg Masters), Jeffrey Dean Morgan (John Winchester), Sebastian Spence (Demone), Serinda Swan (receptionist).
- Altri interpreti: Richard Sali (pastore Jim Murphy), Rondel Reynoldson (infermiera), Erin Karpluk (Monica).
- Musiche: Carry on Wayward Son (Kansas).

## La trappola del diavolo
- Titolo originale: Devil's Trap
- Diretto da: Kim Manners
- Scritto da: Eric Kripke

### Trama
Sam e Dean si recano da Bobby Singer, un cacciatore vecchio amico di famiglia, per cercare aiuto in quanto molto esperto sull'occultismo. Bobby avverte Sam e Dean che la vicenda di questo demone non è un semplice caso di caccia al quale sono abituati, inoltre li informa che in quell'anno sono aumentate le possessioni demoniache e che quindi qualcosa di pericoloso sta per accadere. Mentre cercano un modo per salvare John, irrompe Meg che rivendica la Colt. I tre riescono ad attirare Meg nella Chiave di Salomone, una trappola per demoni molto potente, disegnata poco prima dai cacciatori. Dopo aver torturato la demone e riusciti a scoprire il luogo dove John è tenuto prigioniero, Sam e Dean esorcizzano Meg. La ragazza, in fin di vita, dopo aver rivelato ai due di esser stata posseduta per un anno e che in certi momenti era cosciente su tutto ciò che le accadeva, muore. Sam e Dean si recano subito sul luogo indicato da Meg, dove incontrano molti demoni. Dopo aver salvato il padre, Dean e Sam si recano in un rifugio, quando improvvisamente John, pensando di essere stati trovati dal demone, chiede a Dean di dargli la Colt. Il ragazzo nota che c'è qualcosa di strano nel padre e capisce che il demone dagli occhi gialli se ne è impossessato da quando John era stato rapito. Il demone si rivela e i fratelli cercano di combatterlo con i mezzi che hanno, ma su di lui non sortiscono alcun effetto. Poi confessa di aver ucciso Mary e Jessica perché stavano intralciando il piano che lui aveva per Sam. Dopo aver torturato Dean, John riprende il controllo sul suo corpo e, con il briciolo di coscienza che gli rimane, chiede a Sam di ucciderlo con la Colt, mettendolo di fronte ad una dura scelta, ma improvvisamente il demone lascia il corpo di John. Stremati e feriti dal combattimento, i tre cercano di recarsi in ospedale ma un camion, guidato da un uomo posseduto da un demone, li travolge mandandoli fuori strada, privi di conoscenza.
- Supernatural Legend: Demoni
- Guest Star: Nicki Aycox (Meg Masters), Jeffrey Dean Morgan (John Winchester), Jim Beaver (Bobby Singer), Sebastian Spence (Demone).
- Musiche: Fight the good fight (Triumph), Turn to stone (Joe Walsh), Bad moon rising (Creedence Clearwater Revival).